# Осіпи-Кольонія
Осіпи-Кольонія (пол. Osipy-Kolonia) — село в Польщі, у гміні Високе-Мазовецьке Високомазовецького повіту Підляського воєводства.
Населення — 196 осіб (2011).
У 1975-1998 роках село належало до Ломжинського воєводства.

## Демографія
Демографічна структура станом на 31 березня 2011 року:
|          | Загалом | Допрацездатний вік | Працездатний вік | Постпрацездатний вік |
| -------- | ------- | ------------------ | ---------------- | -------------------- |
| Чоловіки | 105     | 23                 | 72               | 10                   |
| Жінки    | 91      | 17                 | 52               | 22                   |
| Разом    | 196     | 40                 | 124              | 32                   |